# 알프잉에 홀란
알프잉에 라스달 "알피에" 홀란(노르웨이어: Alf-Inge Rasdal "Alfie" Håland, 1972년 11월 23일~)은 노르웨이의 전 축구 선수로 포지션은 수비수, 미드필더이다. 그의 아들인 엘링 브라우트 홀란 또한 축구 선수이다.
1990년 브뤼네 FK에서 데뷔했으며, 이후 1993년 노팅엄 포리스트 FC로 이적한 뒤 레스터 시티 FC와의 경기에서 잉글랜드 무대에 데뷔하였다. 그 뒤 1997년 리즈 유나이티드 FC에 입단해 1999-2000 시즌 팀이 UEFA컵 4강에 진출하는 데 기여했으며, 2000년 맨체스터 시티 FC로 팀을 옮겼다.
그는 1994년 코스타리카와의 경기에서 노르웨이 축구 국가대표팀에 데뷔했으며, 1994년 FIFA 월드컵에 참가해 멕시코와 이탈리아와의 조별 라운드 경기에 출전하였다. 그리고 2001년 불가리아와의 경기를 마지막으로 국가대표팀에서 은퇴했으며, A매치 총 34경기를 뛰었다.
리즈 유나이티드 소속이었던 1997년에 있었던 맨체스터 유나이티드 FC와의 경기 도중 홀란에게 파울을 시도하던 로이 킨이 전방십자인대를 다쳤고, 이로 인해 킨은 1년 가까이 경기장에 복귀하지 못했다. 이후 홀란이 맨체스터 시티로 이적한 다음인 2001년에 있었던 맨체스터 유나이티드와의 경기에서 킨이 홀란의 왼쪽 무릎에 부상을 입혔고, 다음 경기에서도 부상 상태가 호전되지 않아 무릎 수술을 받았다. 그 뒤 4차례 교체 출전을 하며 복귀를 시도하였으나, 결국 정상적으로 회복하는 데 실패하며 2003년 선수 은퇴를 선언하였다. 그리고 킨이 출간한 자서전에 홀란에게 가한 파울이 보복성임을 인정하는 내용이 실렸고, 홀란이 이 내용을 근거로 킨을 제소해 잉글랜드 축구 협회로부터 보복성 행위임이 인정되었다.
이후 2011년 3. 디비숀 소속의 로셀란 BK 소속으로 복귀하여 1시즌동안 활약하였다.

## 개인사
그라이 마리타 브레우트와의 사이에서 엘링 홀란을 포함한 2남 1녀를 두었고, 이혼 후 아니타 스트롬스볼드 사이에서 두 딸을 두었다.

## 참고 자료
- '살신성인 플레이어' 알프 잉에 할란드